# Реляційна квантова механіка
Реляційна квантова механіка (РКМ) — інтерпретація квантової механіки, яка розглядає стан квантової системи як залежний від спостерігача, тобто, що стан є відносинами між спостерігачем та системою. Ця інтерпретація вперше описана Карло Ровеллі в 1994 році, і з того часу була розширена низкою теоретиків. Натхненна ключовою ідеєю спеціальної теорії відносності у тому, що спостереження залежить від системи відліку, пов'язаної зі спостерігачем.
Фізичний вміст теорії має відношення не до самих об'єктів, а до відносин між ними. Як висловився Ровеллі: «Квантова механіка — теорія про фізичний опис фізичних систем відносно інших систем, і це повний опис світу».
У 2020 році Карло Ровеллі опублікував виклад основних ідей реляційної інтерпретації у своїй науково-популярній книзі «Helgoland», яка була видана італійською мовою. Наступного року книгу було перекладено, і видано англійською мовою.